# 新幹線大爆破
《新幹線大爆破》（日語：新幹線大爆破）是1975年上映的日本動作驚悚電影，由佐藤純彌執導，主演陣容包含高倉健、千葉真一、宇津井健，製作片商為東映。該劇情講述了一場圍繞「新幹線時速降至80公里以下即爆炸」的危機展開的對抗劇，故事主要描寫設置炸彈的犯人、全力應對危機的日本國鐵、循線追蹤並逐步逼近犯人集團的警方，以及在列車上陷入恐慌的乘客。警方為阻止災難發生，展開調查以追蹤犯人並尋找拆除炸彈的方法。
本片被Netflix重拍成《新幹線驚爆倒數》，由樋口真嗣執導，於2025年串流發行。

## 劇情大綱
某天清晨，日本國鐵總公司接到一通恐嚇電話，聲稱從東京開往博多的新幹線列車「光號列車109次」被安置了炸彈。歹徒聲稱，只要列車時速低於80公里，炸彈便會自動引爆。作為這一威脅並非虛言的證據，他還提到在北海道夕張線行駛的5790次货物列车上也安裝了同類型炸彈，並設定為在時速降至15公里以下時引爆。不久後，該貨物列車果真依照歹徒所說發生爆炸，國鐵與警方遂確認這次恐嚇乃真實事件。
此時「光號109次」已通過新橫濱站。國鐵運行指令長倉持立刻通知駕駛員青木車上裝有炸彈，並命令將行駛速度穩定維持在時速120公里。列車距離終點博多尚有約9小時，這成為整起事件的解決時限。這場恐怖事件的幕後主謀共有三人：一位破產的工廠社長沖田哲男，從沖繩來到本州打工的年輕前員工大城浩，以及曾隸屬極端主義組織的古賀勝。沖田再度打電話至國鐵，要求支付500萬美元（當時約合15億日圓），作為換取炸彈解除方法的條件。警方雖透過北海道爆炸案鎖定了古賀，但未能掌握更多線索，決定暫時接受勒索條件。
為混淆警方，沖田多次透過電話與無線電改變交付贖金的方式，最終由大城在荒川上游的長瀞溪谷與臥底刑警會面領取現金。雖然成功躲過警方監控，但現場剛好有一群大學生柔道社成員經過。潛伏於對岸的刑警請求他們協助逮捕犯人。大城放棄金錢後逃逸，但在逃亡過程中發生車禍身亡。他身上沒有任何可以識別身份的物品，警方再度陷入線索中斷的局面。新幹線車廂內因列車延誤、未於原定停靠的名古屋站停車，引發乘客騷動。原本預計在該站下車的孕婦平尾因驚恐而產兆提早。甚至有乘客試圖強行使列車停下，迫使鐵路公安官菊池不得不透過車內廣播向乘客坦承列車上安裝了炸彈，並懇求合作。
警方從寄送到古賀老家的帳單地址推測他可能落腳於東京都板橋區志村，於是派遣人員前往。途中竟意外在沖田家附近發現正準備返回據點的古賀。雖未能成功逮捕，但警方開槍擊中古賀腿部，使其受傷。沖田因大城身亡與古賀受傷而一度動搖，但在古賀勸說下決定繼續行動，再次與警方聯絡贖金交付事宜。這次，他成功甩開警方追蹤，順利取得500萬美元，並聯繫警方，表示已將炸彈解除設計圖交由一家咖啡店保管。警方與國鐵技術人員迅速趕往該店，卻因現場突發火災導致設計圖毀於一炬。另一方面，警方透過北海道爆炸裝置的測速設備鎖定了沖田身份。當警方包圍沖田住處時，古賀選擇引爆炸藥自盡。
儘管警方全力搜尋沖田，卻連一張正面照片都無法取得。為了爭取機會，倉持透過電視呼籲沖田說明火災事件與炸彈的解除方法。然而連串消息也傳入新幹線乘客耳中，使列車內部陷入恐慌。最終，平尾胎兒不保，且母體生命亦陷險境。警方一再失誤，令倉持與其他國鐵職員怒不可遏，決定自行採取行動。他們於列車經過廣島附近鐵橋時，以高速攝影機拍攝列車底部，成功定位炸彈安裝位置。政府同時下令，若解除失敗，則應選擇在山口縣的鄉村地帶而非北九州或博多等人口密集區引爆列車，以減少傷亡。在現場，警方安排支援列車並將氧氣切割機送至車廂，由工作人員從地板上方鑿開並剪斷引線，最終成功解除炸彈。雖然經照片分析顯示可能還有一枚炸彈未被發現，但倉持決定在山口縣內讓列車減速停車。當列車速度降至80公里以下時，並未發生爆炸，全車人員平安無事。
倉持對乘客平安感到欣慰，但得知警方為了引誘沖田現身，仍未將炸彈解除成功的消息公佈，反而讓自己持續在電視上呼籲。憤怒的倉持嚴厲批評警方，並因在山口決策壓力與疲憊宣告辭職。最終，警方得知沖田準備潛逃海外，遂在羽田機場部署人員。儘管沖田持偽造護照順利通過安檢，但警方設下誘餌，讓其離異的妻子與孩子現身送機。見到家人後，沖田情緒波動，引起警方注意，逃跑過程中遭到包圍。故事最終定格於他在夜色中朝飛機奔去，遭到狙擊部隊擊斃的一幕。

## 演員列表

### 主要人物
- 高倉健 飾 沖田哲男
- 千葉真一 飾 青木駕駛員（光號列車109號）
- 宇津井健 飾 倉持運轉指令長

### 其他
- 山本圭 飾 古賀勝
- 郷鍈治（日语：郷鍈治） 飾 藤尾信次
- 織田明（日语：織田あきら） 飾 大城浩
- 龍雷太（日语：龍雷太） 飾 菊池（鐵道公安官）
- 宇津宮雅代（日语：宇津宮雅代） 飾 富田靖子（沖田的前妻）
- 藤田弓子（日语：藤田弓子）飾 秋山（女醫）
- 多岐川裕美（日语：多岐川裕美）飾 北歐航空人員
- 志穂美悦子（日语：志穂美悦子）飾 国鐵本社電話交換員
- 渡邊文雄（日语：渡辺文雄 (俳優)） 飾 宮下義典國鐵公安本部長
- 福田豊土（日语：福田豊土）飾 田代車掌長（光號列車109號）
- 藤浩子（日语：藤浩子） 飾 事務員
- 松平純子（日语：松平純子） 飾 太陽廣場咖啡店的女服務員
- 久富惟晴（日语：久富惟晴） 飾 廣田警視庁特捜係長
- 青木義朗（日语：青木義朗） 飾 千田刑事
- 矢吹二朗（日语：千葉治郎） 飾 救援列車的駕駛員
- 原田清人（日语：原田清人） 飾 三宅新幹線技師長
- 浜田晃（日语：浜田晃） 飾 長田刑事
- 中井啓輔（日语：中井啓輔） 飾 哲桑（經理）
- 山本清（日语：山本清 (俳優)） 飾 高澤運転車輌部長
- 矢野宣（日语：矢野宣） 飾 南（貿易公司員工）
- 近藤宏（日语：近藤宏） 飾 松原刑事
- 田中浩（日语：田中浩 (俳優)） 飾 堤刑事
- 中田博久（日语：中田博久） 飾 新幹線東京運転所係員
- 林溫（日语：林ゆたか） 飾 中先生（錄音技師）
- 橫山孝信（日语：横山あきお） 飾 阿卡內索公寓管理員
- 浅若芳太郎（日语：浅若芳太郎） 飾 乗客
- 植田峻（日语：うえだ峻） 飾 平尾修一（和子的丈夫）
- 松野健一（日语：松野健一） 飾 小宮運転指令
- 田島義文（日语：田島義文） 飾 佐々木刑事
- 田坂都（日语：田坂都） 飾 平尾和子（妊婦）
- 十勝花子（日语：十勝花子） 飾 乘客
- 片山由美子（日语：片山由美子） 飾 「小吃家庭」酒吧的女主人
- 渡辺耐子（日语：渡辺耐子） 飾 古賀兄弟的妻子
- 津奈美里（日语：津奈美里） 飾 阿卡內索公寓住戶
- 森滿（日语：森みつる） 飾 田口洋子（「小吃家庭」酒吧的女主人）
- 風見章子（日语：風見章子） 飾 靖子的母親
- 荘司肇（日语：荘司肇） 飾 乗客
- 阪脩 飾 磯村記者
- 佐伯赫哉（日语：佐伯赫哉） 飾 野口運轉指令
- 福岡正剛（日语：福岡正剛） 飾 杉村（員工）
- 岩城滉一（日语：岩城滉一） 飾 東鄉晃 (搖滾音樂家)
- 小林稔侍（日语：小林稔侍） 飾 森本駕駛員（光號列車109號）
- 片岡五郎（日语：片岡五郎） 飾 佐原刑事
- 仲野力永（日语：仲野力永） 飾 大阪商人
- 日尾孝司（日语：日尾孝司） 飾 機動隊長
- 伊達三郎 飾 商人風的男
- 藤山浩二（日语：藤山浩二） 飾 廣瀨記者
- 龍澤雙（日语：滝沢双） 飾 河村専務車掌（光號列車109號）
- 佐藤晟也（日语：佐藤晟也） 飾 乘客
- 仲原新二（日语：仲原新二） 飾 警視廳公安一課長
- 森烈（日语：森祐介） 飾 畑電器指令
- 佐藤和男 (俳優)（日语：佐藤和男） 飾 小野運転指令
- 岡元八郎（日语：岡本八郎） 飾 山醬（攝影師）
- 阿久津元（日语：阿久津元） 飾 警視廳刑事
- 黑部進 飾 後藤刑事
- 河合絃司（日语：河合絃司） 飾 部長刑事
- 土山登士幸（日语：土山登志幸） 飾 岩上刑事
- 相川圭子（日语：相川圭子 (女優)） 飾 女服務生
- 小甲登枝恵（日语：小甲登枝恵） 飾 清潔女工
- 山下則夫（日语：山下則夫） 飾 清水専務車掌（光號列車109號）
- 須賀良（日语：須賀良） 飾 男子
- 山本相時（日语：山本相時） 飾 電話局員工
- 松澤勇（日语：松沢勇虫） 飾 電話局員工
- 山本緑（日语：山本緑） 飾 乘客
- 久地明（日语：久地明） 飾 消防員
- 相馬剛三（日语：相馬剛三） 飾 刑事
- 山田光一（日语：山田光一） 飾 乘客
- 木村修（日语：木村修） 飾 記者
- 五野上力（日语：五野上力） 飾 上野刑事
- 高月忠（日语：高月忠） 飾 濱松站員工
- 城春樹（日语：城春樹） 飾 餐車廚師
- 畑中猛重（日语：畑中猛重） 飾 貨運5790列車工程師
- 濱田勇（日语：浜田勇 (歌手)） 飾 電視歌手
- 清水照夫（日语：清水照夫） 飾 救援車作業員
- 龜山達也（日语：亀山達也） 飾 救援車作業員
- 山浦榮（日语：山浦栄） 飾 餐車廚師
- 田邊進三（日语：田辺宏章） 飾 幽閉恐懼症男子
- 青木卓司（日语：青木卓司） 飾 乗客
- 佐川二郎（日语：佐川二郎） 飾 野上駅荷物扱所係員
- 中条文秋（日语：中条文秋） 飾 乗客
- 菅原靖人（日语：菅原靖人） 飾 賢一（沖田的兒子）
- 秋山幸輝（日语：秋山幸輝）
- 河口真佐幸（日语：河口真佐幸）
- 岡久子（日语：岡久子）
- 伊藤慶子（日语：伊藤慶子） 飾 乘客
- 美原亮三（日语：美原亮三） 飾 乘客
- 宮地謙吾（日语：宮地謙吾） 飾 貨運5790列車工程師
- 長岡義隆（日语：長岡義隆） 飾 年輕人
- 打越正八（日语：打越久員） 飾 志村站長
- 祝真一（日语：祝真一） 飾 武田伸夫
- 渡邊義文（日语：渡辺義文） 飾 鍋醬
- 泉水直子（日语：泉水直子）
- 新倉文男（日语：新倉文男）
- 前田美智子（日语：前田美智子）
- 篠田風（日语：篠ゆたか）
- 藤木あけみ
- 菊地正孝（日语：菊地太） 飾 刑事
- 横山繁（日语：横山繁） 飾 航空會社員工
- 大泉公孝（日语：大泉公孝） 飾 埼玉縣警刑事
- 高鳥志敏（日语：高鳥志敏） 飾 機場刑事
- 宇野静代（日语：宇野静代）
- 藤井秀之（日语：藤井秀之）
- 志村喬 飾 國鐵總裁
- 山內明（日语：山内明） 飾 內閣官房長官
- 永井智雄（日语：永井智雄） 飾 國鐵新幹線總局長
- 鈴木瑞穂（日语：鈴木瑞穂） 飾 花村警察廳搜査第一課長

### 特別出演
- 丹波哲郎 飾 須永警察廳刑事部長
- 北大路欣也 飾 在機場監視古賀的偵探
- 川地民夫（日语：川地民夫） 飾 佐藤刑事
- 田中邦衛 飾 古賀的兄弟

未列名
- 恩維爾·阿爾滕貝（日语：エンベル・アルテンバイ） 飾 機場的外國人
- 泉福之助（日语：泉福之助） 飾 救援列車作業員

## 製作

### 製作人員
- 監督：佐藤純彌
- 企画：天尾完次（日语：天尾完次）、坂上順
- 原案：加藤阿礼
- 脚本：小野龍之助、佐藤純彌
- 攝影：飯村雅彦、山澤義一、清水政郎
- 美術：中村修一郎、桑名忠之
- 錄音：井上賢三
- 照明：川崎保之丞、梅谷茂
- 監督補佐：岡本明久（日语：岡本明久）
- 剪輯：田中修
- 紀錄：勝原繁子
- 擬斗協力：日尾孝司（日语：日尾孝司）
- 劇照拍攝：加藤光男
- 進行主任：東一盛
- 裝置：畠山耕一
- 裝飾：米沢一弘
- 化妝：住吉久良蔵
- 美容：宮島孝子
- 服裝：河合啓一
- 演技事務：山田光男
- 現像：東映化學（日语：東映化学）
- 音楽：青山八郎
- 主題曲：RCA唱片
- 特殊撮影：小西昌三（NACフィルムエフェクト）、成田亨（モ・ブル）、郡司製作所
- 協力：日本無線（日语：日本無線株式会社）、旭光學工業株式会社、谷村新興製作所、イスのコトブキ

### 沿革
1974年5月，東映社長岡田茂與東映東京攝影所企劃部長天尾完次商討尋找新的電影題材，岡田希望導演佐藤純彌構思一部類似當時美國災難片的作品，如《火燒摩天樓》與《大地震》，認為這類題材在日本市場也會受到歡迎。佐藤與製片人阪上順決定以「無法停下的新幹線」作為劇情核心，並與編劇大野龍之介前往大雪山的一家飯店閉關創作長達一個月。期間，佐藤負責撰寫劇本的前半部分，而大野則負責後半部分。
岡田下令東映東京攝影所全體製作該片的原因，主要是因為該攝影所當時熱衷於工會運動，甚至曾在岡田宅邸發起示威並導致逮捕事件，但卻沒有拍出一部成功的電影。天尾完次（以及鈴木則文）此前主要負責東映京都的製作業務，但由於東京攝影所在當時存有關閉計畫，岡田為了徹底改革該攝影所而發起了該電影的製作。
佐藤憑藉自身過去製作收音機的經驗，了解到一種機制可讓炸彈在達到特定速度後自動啟動，這一概念成為故事的核心。此外，他觀察到日本經濟高速發展的同時，大企業持續擴張，許多小企業卻因競爭而倒閉，而學生運動的影響力也逐漸衰退。因此，他決定讓故事聚焦於社會底層，塑造三名主角：因公司倒閉而陷入困境的企業老闆、退出激進運動的前學生運動成員，以及作為廉價勞工來到都市謀生的年輕人，並設定他們的動機是向政府索取賠償。這使得《新幹線大爆破》不同於當時的美國災難片，不僅是一部緊張刺激的動作電影，還融入了社會批判的元素。
在這樣的理念下，電影製作逐步推進，儘管當時正值三菱重工爆炸事件等一系列針對大型企業的爆炸事件（連續企業爆破事件）頻發，警方對此高度戒備。岡田社長提出「讓企劃更加靈活，將社會上引起關注的事件迅速拍成電影」的方針，甚至傳出東映準備將企業爆破事件搬上銀幕的消息，並著手製作以三億日圓事件時效到期為題材的電影《實錄三億圓事件 時效成立》。這些舉動使警方頗為不滿，認為「東映總是在企劃一些不太合宜的電影」。
佐藤認為，若單純區分正反派角色，故事將顯得過於單調，因此電影採用了「國鐵、警方、犯人」三方對立的敘事結構，使劇情更具張力。拍攝期間，製作組曾向實際營運新幹線的日本國鐵尋求協助，但國鐵對片名《新幹線大爆破》感到不滿，建議更改為《新幹線驚險一刻》或《新幹線追緝網》，但東映拒絕修改。由於日本國鐵內部審批程序繁瑣，每次回覆都需召開會議，導致製作進度延誤約一個月。最終，東映在趕工情況下，幾乎未作修改便批准了最終成片。

### 選角
由於片名較為敏感，製片人阪上順認為需要強大卡司來吸引觀眾，因此特別邀請多位知名演員參演，即便部分角色僅出現在一個場景中，也仍選擇重量級演員出演。
最初，製作團隊曾考慮由菅原文太擔任主演，但他的妻子在讀完劇本後認為「列車才是主角」，因此勸他拒絕出演。隨後，阪上順將劇本交給高倉健。儘管當時高倉正與東映談判準備離開公司，他仍對劇本表現出興趣，最終決定接演。
此外，佐藤原本希望由原田芳雄飾演犯人小賀，但對方拒絕了邀約，稱他「不喜歡任何與恐怖主義有關的東西」。最終由山本圭擔綱此角。佐藤因過去曾與宇津井健合作，且在片場經常見到他，因此選擇他飾演與高倉健形成對比的「柔和」角色。而千葉真一則將原本戲份不多的列車工程師角色詮釋得更具層次，使其比劇本設定更加立體。

### 拍攝
電影拍攝歷時40天。為了呈現真實場景，製作團隊搭建了兩節新幹線車廂及一座東京站的月台。起初東映曾向國鐵交涉，希望能獲得新幹線0系電聯車的實景拍攝合作。然而，國鐵以「新幹線安全」作為宣傳口號，认为《新幹線大爆破》這個標題會影響新幹線的形象。
1974年12月，國鐵進一步表態：「目前，每週都會接到一次關於新幹線安置炸彈的來電。即使可能是惡作劇，我們仍需讓列車停靠最近的車站進行檢查。這類電影可能會引發模仿犯罪，因此應立即中止製作。」
1975年2月初，國鐵正式通知東映，他們無法提供80%的拍攝合作。東映甚至以「要製作兒童教育電影」為理由再度請求，但依舊遭到拒絕。到了同年4月，國鐵明確表示不會提供任何協助。由於無法獲得國鐵的支持，1975年3月至4月間，電影的公開製作陷入停滯。期間，製作團隊評估如何在國鐵不合作的情況下，依然能夠完成拍攝。為解決這一問題，攝影師偷偷搭乘列車拍攝沿途畫面，並在後製階段透過藍幕技術合成。此外，由於無法取得拍攝列車運行控制室的許可，製作組安排一名外國演員假扮德國列車工程師，成功進入國鐵內部並秘密拍攝，後續再根據拍攝資料搭建場景。
部分場景則採用縮尺模型拍攝。例如，濱松站兩列列車交會的片段，特效團隊特別租用一台潛望鏡攝影機來拍攝該鏡頭，僅該設備的租賃費便高達每日100萬日圓。
劇中登場的「光號列車109號」 列車，其迷你模型每輛長約1公尺多，整列12輛編成，全長達12公尺，並製作了2套，共計24輛。這兩組模型的製作費用共 2,000萬日圓，模型的實際製作則交由長期從事電影與電視特攝的郡司製作所負責，本片的特攝由成田亨擔任特殊技術指導。迷你模型的新幹線並非自走式，而是透過類似小型滑雪跳台的30度斜坡讓列車滑行，以模擬實際行駛的效果，片中都市背景並非模型，而是 放大後的黑白照片貼在面板上，再加以上色，這是成田亨為了降低製作成本所提出的創意。
為了強化特攝拍攝效果，劇組租借了當時最先進的「Snorkel Camera」，其 每日租金高達100萬日圓。這類攝影機過去主要用於商業廣告，而本片則成為史上第一部使用該攝影機的電影，並且持續使用了約1個月。

## 發行
《新幹線大爆破》於1975年7月5日在日本首映，並於1976年1月1日在北美上映。法國於1976年6月30日上映時更名為《超級列車109》。導演佐藤表示，該片在法國大獲成功，並提到海外片商購買電影時「似乎」包含了自行剪輯的權利。
海外發行部分，是岡田社長透過透過空手道電影的海外出口，指示東映國際部積極開展東映作品的海外銷售，認為「必須製作出口電影來賺取收入」。《新幹線大爆破》在海外的銷售是透過1975年6月12日至15日在印尼雅加達舉辦的第21屆亞洲影展成功完成的。
在國內上映結束後的秋季，東映組織了一個針對美國記者的試映會，獲得了很高的評價，評論指出該片「作為通俗娛樂電影，其水平超越了一般水準」，「久違的日本電影」等。特別是在美國產業雜誌《Variety》中受到了高度評價。由於日本的新幹線已經在全球廣為人知，因此該片收到了來自世界各地的訂單，截至1975年9月初，已經簽訂了超過15萬美元的出口合約。

### 要求中止上映
東映為了宣傳《新幹線大爆破》，設立了第二次由社長擔任本部長的特別動員對策本部，決定了封切劇場的票房排名前十，並送出豪華獎品與獎狀，還舉行了「乘客救援場景創意徵集」等活動，針對中小學生進行了大規模的宣傳活動。該片的宣傳費用達到了東映創立以來的最高金額——「9500萬日圓」。
然而，國鐵對電影的製作一直抱有懷疑態度，認為這部電影不會成形，並未加以重視。然而，當東映開始組建大規模拍攝場景並準備爆破國鐵的新幹線時，國鐵感到震驚，認為這樣的情節會對新幹線的形象產生負面影響。1975年6月23日，國鐵的山崎忠政以公文的形式向東映提出了抗議，要求中止電影上映，理由是擔心電影中涉及爆炸情節會引發社會不安，並提到數年前曾經有模仿《天國與地獄》情節的誘拐案件發生。
東映對此回應強烈，認為電影的拍攝和宣傳計劃已經完成，且已投入了億3000萬日圓的製作費用，拒絕停止拍攝，並對國鐵的抗議表示不滿，強調影片內容經過充分的考慮，並無意引起社會恐慌。此外，東映質疑國鐵的抗議書格式，認為這種形式的抗議不具實質意義。隨後，國鐵開始對電影的宣傳進行反擊，要求全國車站撤下東映的海報，並威脅要對侵犯肖像權的迷你新幹線模型及站台場景提起訴訟。

## 評價
由於電影製作進度的延誤，試映會未能如期舉辦。然而，儘管有些延遲，試映會還是舉行了幾場。影評人荻昌弘對電影的評價較為積極，他認為，《新幹線大爆破》雖然在一些方面可以挑出弱點，但整體作為一部日本娛樂電影，它無疑做得非常出色。特別是在沒有國鐵合作的情況下，影片展現出高度的製作密度和對鐵路技術的深入探討。他指出，電影中的劇本和導演手法蘊含了深厚的情感和誠意，並且能夠有效地反映出政府和國鐵在電影最後部分的冷血態度，這讓整部電影顯得更為沉重且有深度。
在《周刊明星》上，大黑東洋士稱這部電影「很有趣，感覺有類似《天國與地獄》的震撼力」。深澤哲也則指出，電影的情節手法和《雷公彈》有相似之處，穂積純太郎認為電影整體不顯得廉價，且超出了預期，但覺得影片有些冗長。評論中也提到，電影中的一些角色描寫顯得陳腐。儘管存在一些問題，評論者還是對電影的演技和導演表達了肯定。《映畫芸術》雜誌在1975年10至11月號中指出，《新幹線大爆破》透過集結各種可能的數據建構了緊張感，影片內容密度高，令人目不暇給。此外，雜誌對電影的思想性給予了肯定，認為影片不只是娛樂作品，也警示了現實政治中的問題，並且呈現了相當深刻的社會批判。
《新幹線大爆破》在1975年10月號的《鐵道Journal》雜誌中遭遇了批評，儘管電影作為娛樂作品本身是可以自由創作的，但雜誌對其在設定和鐵路設備方面的處理提出了許多錯誤的批評。儘管雜誌的部分評論對電影表達了肯定，但大部分批評依舊集中在技術和道德方面的問題。
在2002年7月《新幹線大爆破》DVD發行時，《電影旬報》將該片評為「和製災難片的巔峰」，並指出，儘管《新幹線大爆破》之後也製作了許多和製災難片，但無論是出演陣容的豪華程度還是內容的精彩程度，都沒有任何作品能夠超越它。

## 家庭媒體
東映影像於2002年6月21日發行DVD，2005年12月9日推出收錄法語與英語版本的兩碟裝「海外版」DVD，並於2017年10月25日發行藍光版。The film was released on Blu-ray on 25 October 2017.
美國方面，Crash Cinema於2004年5月18日將《新幹線大爆破》與《骷髏13九龍之首》和《直撃! 地獄拳》合輯收錄在「千葉真一動作收藏」區域1DVD中。 2007年11月20日，BCI Eclipse在「千葉真一收藏」DVD套裝中收錄日文原版與英文版，套裝還包括《骷髏13九龍之首》、《必殺女拳士》、《保鑣尖牙》、《帶孩子殺人拳》及《女必殺拳》。 2016年12月13日，Twilight Time發行限量3,000份的Blu-ray版本。 2023年11月，Discotek Media推出2K修復版Blu-ray，並重建了來自2K修復素材的英文版本。。
在英國方面，Optimum Home Releasing將英語配音版與《殺手蝙蝠》和《戰國自衛隊》收錄於「千葉真一收藏Vol.2」區域2DVD中。 2023年4月24日，Eureka Entertainment發行Blu-ray版本。

## 影響與相關作品

### 小說化
1975年，勁文社出版了由佐藤純彌和小野龍之助共同撰寫的小說版《新幹線大爆破》。
英國的懸疑小說家特雷弗・霍伊爾以筆名約瑟夫・蘭斯（Joseph Rance）與加藤阿禮（Arei Kato）共同撰寫該片的英語小說版，該版本於1980年在英國出版，1981年在美國出版，1992年被翻譯成七種語言。

### 重拍版
重拍版《新幹線驚爆倒數》2025年4月23日在Netflix上線，由樋口真嗣執導，草彅剛主演。與原版不同，重拍版的故事設定在「隼號列車」上。

### 類似作品
1980年印度電影《燃燒列車》採用了類似的劇情設定。
1994年美國動作片《捍衛戰警》部分靈感來自《新幹線大爆破》與1985年電影《滅》。編劇葛瑞漢·尤斯特的父親、加拿大電視節目主持人艾爾維·尤斯特（Elwy Yost），曾向他提及《滅》，並誤以為該片的失控列車是因為車上安放了炸彈。實際上，這情節出自《新幹線大爆破》。在觀看《滅》後，葛拉漢認為若改為裝有炸彈的公車，且必須維持時速20英里以上才能避免爆炸，會更具緊張感。後來朋友建議將此速度提升至50英里。
2012年印度電影《致命列車》亦借鑒了《新幹線大爆破》的諸多元素。
2022年，美國獨立製片公司瘋人院影業推出山寨版電影《孑彈列車》（Bullet Train Down），為《子彈列車》（2022年）的惡搞之作，劇情與《新幹線大爆破》相似。
2025年，台灣電影《96分鐘》

## 外部連結
- 官方网站 （日語）
- 互联网电影数据库（IMDb）上《新幹線大爆破》的资料（英文）
- Shinkansen Daibakuha （页面存档备份，存于） at the Japanese Movie Database  （日語）
- 爛番茄上《新幹線大爆破》的資料（英文）